# 万里小路充房
万里小路 充房（までのこうじ あつふさ）は、安土桃山時代から江戸時代前期にかけての公卿。官位は従二位・権大納言。万里小路家13代当主。

## 経歴
永禄5年（1562年）6月24日、勧修寺晴右の三男として誕生。母は粟屋元隆の娘・元子。
万里小路輔房の養子となり、万里小路家の家督を継ぐ。
天正17年（1589年）1月6日、参議に叙任。慶長10年（1605年）、出家して等利（または桂哲）を号す。
元和5年（1619年）9月18日、後水尾天皇の典侍・四辻与津子が身籠り女宮を産んだことから宮中の風紀の乱れが問題となり（およつ御寮人事件）、その責任を取らされるかたちで丹波国篠山に流罪となった。
寛永3年（1626年）9月12日、死去。65歳。

## 系譜
- 父：勧修寺晴右
- 母：粟屋元子 - 粟屋元隆娘
- 養父：万里小路輔房
- 正室：毛利秀頼娘
- 継室：源光院 - 織田信長女
  - 嫡男：万里小路孝房 - 従三位 参議
- 側室：摩阿姫 - 加賀藩主前田利家女、のち故あって離縁され加賀に出戻る
  - 男子：前田利忠 - 母と共に加賀へ行き、前田を名乗って加賀藩士となる
- 側室：
  - 男子：徳翁 - 誓願寺住持